# Elymus scabriglumis
Elymus scabriglumis är en gräsart som först beskrevs av Eduard Hackel, och fick sitt nu gällande namn av Áskell Löve. Elymus scabriglumis ingår i släktet elmar, och familjen gräs. Inga underarter finns listade i Catalogue of Life.